# Suiza en los Juegos Olímpicos de Milán-Cortina d'Ampezzo 2026
Suiza participará en los Juegos Olímpicos de Milán-Cortina d'Ampezzo 2026. Responsable del equipo olímpico es la Asociación Olímpica Suiza.